# زیردریایی ال-۳
زیردریایی ال-۳ (به انگلیسی: Soviet submarine L-3) یک زیردریایی بود که طول آن ۸۱ متر (۲۶۵ فوت ۹ اینچ) بود. این زیردریایی در سال ۱۹۳۱ ساخته شد.